# Федеральный бюджет США

Исторические тренды доходов и расходов Федерального бюджета США

Федеральный бюджет США, Бюджет Правительства Соединённых Штатов (англ. the Budget of the United States Government; англ. the United States federal budget) предлагается Президентом США в виде запроса к Конгрессу. В нём содержатся рекомендации по структуре расходов федерального правительства на следующий финансовый год (начинающийся 1 октября). В ходе рассмотрения бюджета в Конгрессе законодатели принимают законы об ассигнованиях, которые направляются Президенту для подписания. Президент может наложить на закон вето, но оно может быть преодолено голосованием в Конгрессе.
По состоянию на 2009 год доходы и расходы федерального бюджета США были самыми большими среди стран мира.

## Бюджетный процесс

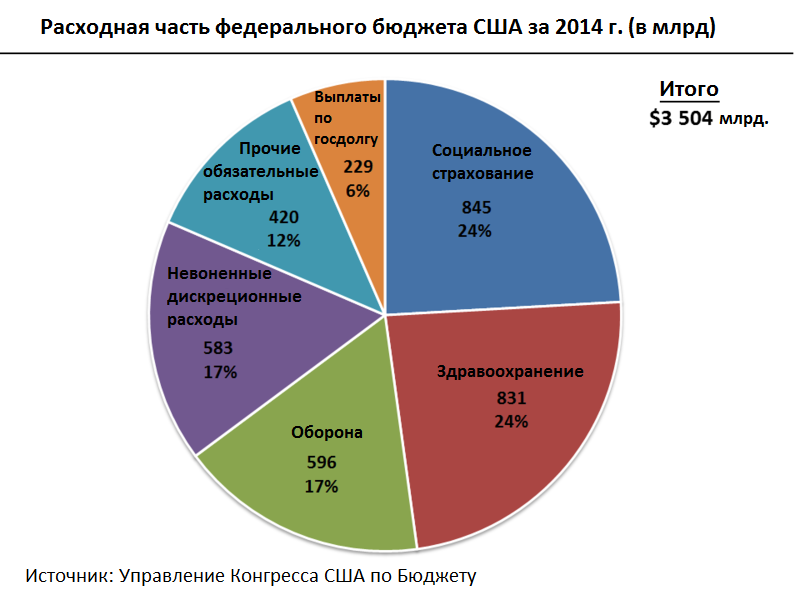
Структура расходной части Федерального бюджета США

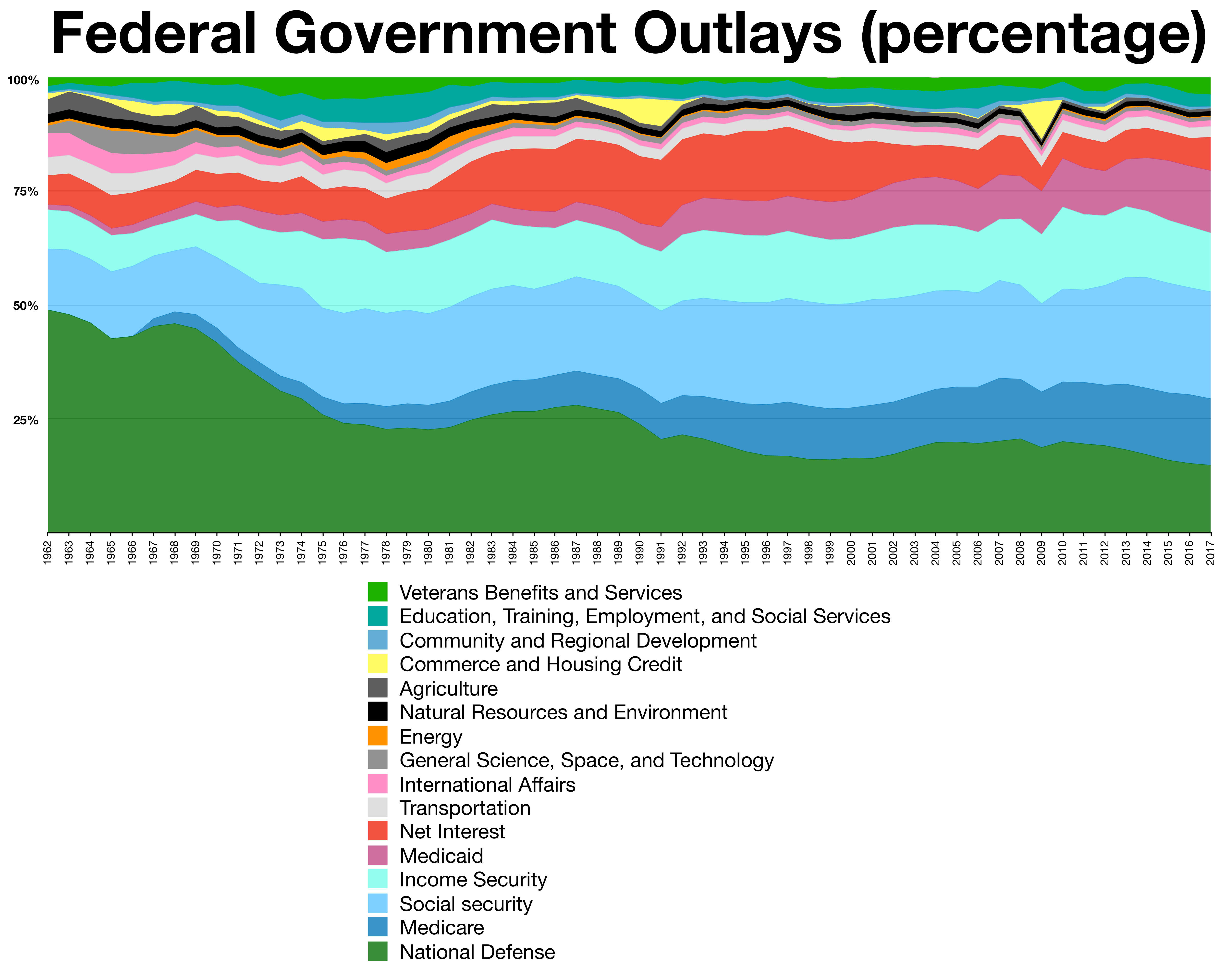
История структуры расходной части Федерального бюджета США

- Не ранее первого понедельника января и не позднее первого понедельника февраля Президент США представляет бюджет Конгрессу.
- Соответствующие комитеты Конгресса готовят резолюцию о бюджете, в которой фиксируются основные параметры будущих расходов. Резолюция о бюджете не имеет силу закона и принимается раздельно в Палате Представителей и Сенате.
- На основании резолюции о бюджете комитеты Конгресса готовят законы об ассигнованиях (англ. appropriation bills), которые после принятия в Конгрессе должны быть подписаны Президентом.
- Расходы осуществляются на основании законов об ассигнованиях.

Требования о сбалансированности принимаемого бюджета были закреплены в Акте Грэмма-Рудмана-Холлингса 1985 года.